# Ватра (підприємство)
ТОВ «ОСП Корпорація ВАТРА» — виробниче підприємство Тернополя, яке розробляє та виготовлює освітлювальні прилади (світильники та прожектори, світлосигнальні системи).
Розташоване на вулиці Микулинецькій у мікрорайоні «Березовиця».

## Історія
Засновано 1957 у Тернополі як державне підприємство «Електроарматура».
З 1965 року підприємство повністю перелаштувалося на випуск світлотехнічного обладнання. В цей період були розроблені і освоєні світильники для хімічної та гірничорудної промисловості.
Від 1971 — виробниче об'єднання (ВО), підприємство почало виробництво побутових світильників різних груп: люстри, бра, настільних ламп, торшерів.
У 1975 році розпочався випуск пускорегулювальних апаратів. 1978 року освоєно виробництво потужних прожекторів. У 1982 році створено виробництво технологічного обладнання, інструменту і оснащення.
Від 1988 — науково-виробниче об'єднання (НВО), від 1996 — відкрите акціонерне товариство (ВАТ).
На межі тисячоліття завод повністю оновив номенклатуру. Розроблено та освоєно десятки типів сучасних світильників та прожекторів для освітлення вибухонебезпечних та промислових об'єктів. 2006 року розпочато випуск світлодіодних конструкцій освітлювальних приладів.
Від кінця 2003 — корпорація дев'яти спеціалізованих підприємств із стовідсотковим приватним капіталом. Від 2006 — ТОВ «ОСП Корпорація ВАТРА».
При підприємстві було створено «ВПКТІ світло» (1977), яке займалось удосконаленням технології виробництва світлотехнічної продукції та Український світлотехнічний інститут (1992), який здійснює випробовування та сертифікацію світло- та електротехніки.
Раніше при «Ватрі» працював Палац культури та спорту, де відбувалися виступи мистецьких колективів, художні виставки, спортивні змагання.

## Керівництво
- Є. Журавльов (1957—1963),
- П. Пижов (1963—1969),
- М. Кондратик (1969—1977),
- Роман Яремчук (1977—2002, президент Корпорації у 2003—2007),
- Василь Щиренко (від 2002).

## Відзнаки
- Орден Трудового червоного прапора;
- інтернаціональний приз Міжнародного клубу лідерів торгівлі «За найкращу торгову марку 1994»;
- почесний знак Американського фонду розвитку східних країн «Золотий глобус»;
- приз Європейського клубу лідерів торгівлі «Діамантова зірка якості»;
- нагорода за виживання в кризових умовах економіки «Факел Бірмінгема — К».

## Виробничі потужності
- Ливарне виробництво — виготовлення відливок з алюмінієвого сплаву: щільних, з високою чистотою поверхні, різноманітної конфігурації, з декоративними художніми поверхнями.
- Виробництво пластмасових деталей — виготовлення пластмасових деталей методом лиття під тиском термопластичних матеріалів, прямого та миттєвого пресування реактопластів і проведення механічної обробки.
- Механообробне виробництво — обробка литих деталей з алюмінієвого сплаву на універсальних, спеціалізованих і агрегатних верстатах, а також виготовлення деталей з чорних і кольорових сплавів.
- Штампувально-зварювальне виробництво — виготовлення деталей методом глибокої витяжки, штампування з металопрокату, зварюванням у середовищі вуглекислого газу й аргону, зварюванням в атмосферних умовах.
- Інструментальне виробництво — виготовлення ливарного оснащення (прес-форми, штампи) для ливарного виробництва, ливарні форми, оснащення для виробництва пластмасових деталей, штампувального і механообробного виробництв, гальвано-фарбувального виробництва, виготовлення спеціального оснащення, виконання індивідуальних замовлень.
- Гальвано-фарбувальне виробництво — фарбування литих, штампованих та інших деталей способом пневматичного або електростатичного розпилення, нанесення декоративних покрить: хромування, цинкування, а також електрохімічне полірування, фосфатування, позолоту деталей.
- Транспортне господарство — внутрішні (внутрішньоцехові та міжцехові) і зовнішні перевезення, підвісний і наземний електротранспорт, автомобільний і залізничний транспорт (з території підприємства).
- Складальне виробництво — складання виробів на складальних конвеєрах та індивідуальних робочих місцях за допомогою спеціального електро- і пневмообладнання.

Нині підприємство є одним із найбільшим виробником світлотехніки в Україні та ближньому закордонні. Забезпечує потреби України щодо промислової світлотехніки і нарощує постачання в інші країни. Понад 60 % власної продукції підприємство постачає на експорт.
Велика увага надається розробці та випуску енергоефективних освітлювальних приладів із застосуванням високоінтенсивних джерел світла, в тому числі світлодіодів. Удосконалюються наявні конструкції та освоюються нові з поліпшеними споживчими властивостями.
Уся продукція сертифікована в системах УкрСЕПРО і ДСТ Росії. Система керування якістю на виробництві сертифікована за міжнародним стандартом ISO 9001:2008.
Корпорація ВАТРА володіє власним науково-технічним потенціалом, здатним виконувати на високому технічному рівні розробку, підготовку виробництва й освоєння нової техніки. До його складу входять:
- конструкторсько-технологічний центр із відділом дизайну, конструкторськими і технологічними бюро, відділом проєктування спецтехнологічного оснащення, спецконструкторським бюро проєктування оснащення й інструменту, дослідно-випробовувальною лабораторією, експериментальною лабораторією;
- відділ якості і конкурентоздатності з комплексною дослідницькою лабораторією, бюро метрології і бюро стандартизації.

На власній випробувальній базі проводяться дослідження зразків освітлювальних приладів. Приймальні, кваліфікаційні і сертифікаційні іспити здійснюються в Українському світлотехнічному інституті (м. Тернопіль).
Розробка засобів технологічного оснащення і нових технологічних процесів виконуються службою головного технолога, а також іншими спеціалізованими вітчизняними і закордонними організаціями. Наприклад, разом з фірмою АТОТЕСН (Німеччина) впроваджено технологічні процеси і спеціальне оснащення для нікелювання, позолоти і чорного цинкування. Разом з фірмою AMADA (Японія) введено в дію координатно-револьверний прес гнуття з ЧПУ для виробництва.
Корпорація є одним з найзначніших роботодавців у Тернопільській області, одним із найбільших підприємств та платників податків Тернополя.
Підприємство бере участь у спеціалізованих виставках, а також організовує спеціалізовані наукові конференції та практичні семінари. Спеціальна група інженерів виконує і проєктує системи освітлення.

## Продукція
Підприємство має значну номенклатуру розробки і виготовлення світлотехніки, що охоплює майже всі сфери застосування, а саме:
- Вибухобезбечні освітлювальні прилади (ОП) — для об'єктів газової, хімічної, нафтопереробної промисловості, а також вугільних шахт.
- Загальнопромислові освітлювальні прилади — для виробничих приміщень майже всіх галузей промисловості, з різними видами джерел світла, для експлуатації в приміщеннях з нормальними умовами й ззовні.
- Прожекторне освітлення — унікальні високоефективні параболокругові і параболоциліндричні прожектори для освітлення відкритих і закритих спортивних споруд, що забезпечують можливість точної передачі кольору в телебаченні, а також низка прожекторів із високоінтенсивними джерелами світла, високого ступеня захисту і сучасного дизайну для загального освітлення відкритих просторів та архітектурних об'єктів.
- Зовнішнє освітлення — дорожні, вуличні і паркові світильники з енергоощадними джерелами світла (наприклад, світлодіоди).
- Адміністративне, офісне, громадське освітлення і світильники для житлових приміщень — світильники різноманітного призначення зі світлодіодами.
- Світильники місцевого освітлення — для точкового освітлення робочих зон верстатів тощо.
- Транспортне освітлення — група освітлювальних приладів для салонів вагонів метро, тролейбусів, дизель- та електропоїздів пасажирських вагонів.
- Виняткові vip-класу світильники — з кришталевими складниками і позолоченою арматурою.

Освітлювальні прилади «Ватри» були встановлені та діють нині:
- на спортивних об'єктах 22-х Олімпійських ігор (1980) у Москві (10 тис. потужних прожекторів),
- у Палаці культури «Україна» — 126 позолочених люстр (Київ),
- у Національній опері України (Київ),
- сесійній залі Верховної Ради України (Київ),
- на об'єктах космодрому «Байконур» (Казахстан) та інших будівлях і підприємствах України та країн Європи.